# Дунаевский, Семён Осипович
Семён Осипович Дунаевский (30 июня 1906, Лохвица, Полтавская губерния — 22 октября 1986, Москва) — советский дирижёр, хормейстер, народный артист РСФСР.

## Биография
Семён Осипович Дунаевский родился 30 июня 1906 года в Лохвице Полтавской губернии.
С 1922 года был художественным руководителем и дирижёром ряда хоров и оркестров. В 1924 году окончил Харьковскую консерваторию (ныне Харьковский национальный университет искусств имени И. П. Котляревского), учился у Максимилиана Пильстрема. В 1925—1928 годах учился в Московской консерватории (педагог Николай Жиляев).
В 1935 году создал и до 1976 года был художественным руководителем и главным дирижёром детского Народного ансамбля песни и танца Центрального дома детей железнодорожников (при ЦДКЖ), с 1977 года — консультант ансамбля. Его школу прошли около 50 тыс. детей, было записано множество пластинок. Для этого ансамбля Исаак Дунаевский написал произведения «Летите, голуби», «Дорожная песня», «Вольный ветер», «Капитан» и др. Специально для ансамбля Аркадий Островский написал музыку известной песни «Пусть всегда будет солнце». В ансамбле занимались и начинали творческий путь Олег Даль, Светлана Варгузова, Валентина Толкунова, Майя Кристалинская, ставшие народными артистами России; народные артисты СССР Мира Кольцова, дирижёр Евгений Светланов.
Умер 22 октября 1986 года в Москве, похоронен в колумбарий Нового Донского кладбище.

### Семья
- Сестра — педагог Зинаида Осиповна Дунаевская (1898—?).
- Братья:
  - хормейстер Борис Осипович Дунаевский (1895–1975).
  - композитор, дирижёр и педагог Исаак Осипович Дунаевский (1900—1955), народный артист РСФСР.
  - дирижёр Михаил Осипович Дунаевский (1904—?).
  - композитор Зиновий Осипович Дунаевский (1908—1981).

## Награды и премии
- Заслуженный деятель искусств РСФСР (9.03.1959)[3].
- Народный артист РСФСР (1969)[4].

## Память
- Народный ансамбль песни и танца имени С. О. Дунаевского (с 1997 года), Центральный дом детей железнодорожников.